# Minatoia inopinata
Minatoia inopinata is een slakkensoort uit de familie van de Clausiliidae. De wetenschappelijke naam van de soort werd voor het eerst geldig gepubliceerd in 2016 door Hunyadi en Szekeres.